# روزيلي أوكامبو فريدمان
روزيلي أوكامبو فريدمان (23 نوفمبر 1937 - 4 سبتمبر 2005) هي عالِمة ميكروبيولوجي وعالمة نبات فلبينية أمريكية ولدت في مانيلا، الفلبين. وهي متخصصة في دراسة البكتيريا الزرقاء والبكتيريا المتطرفة. تم الاستشهاد بعملها في العمل على استكشاف استصلاح المريخ.